# Marianne Schlosser

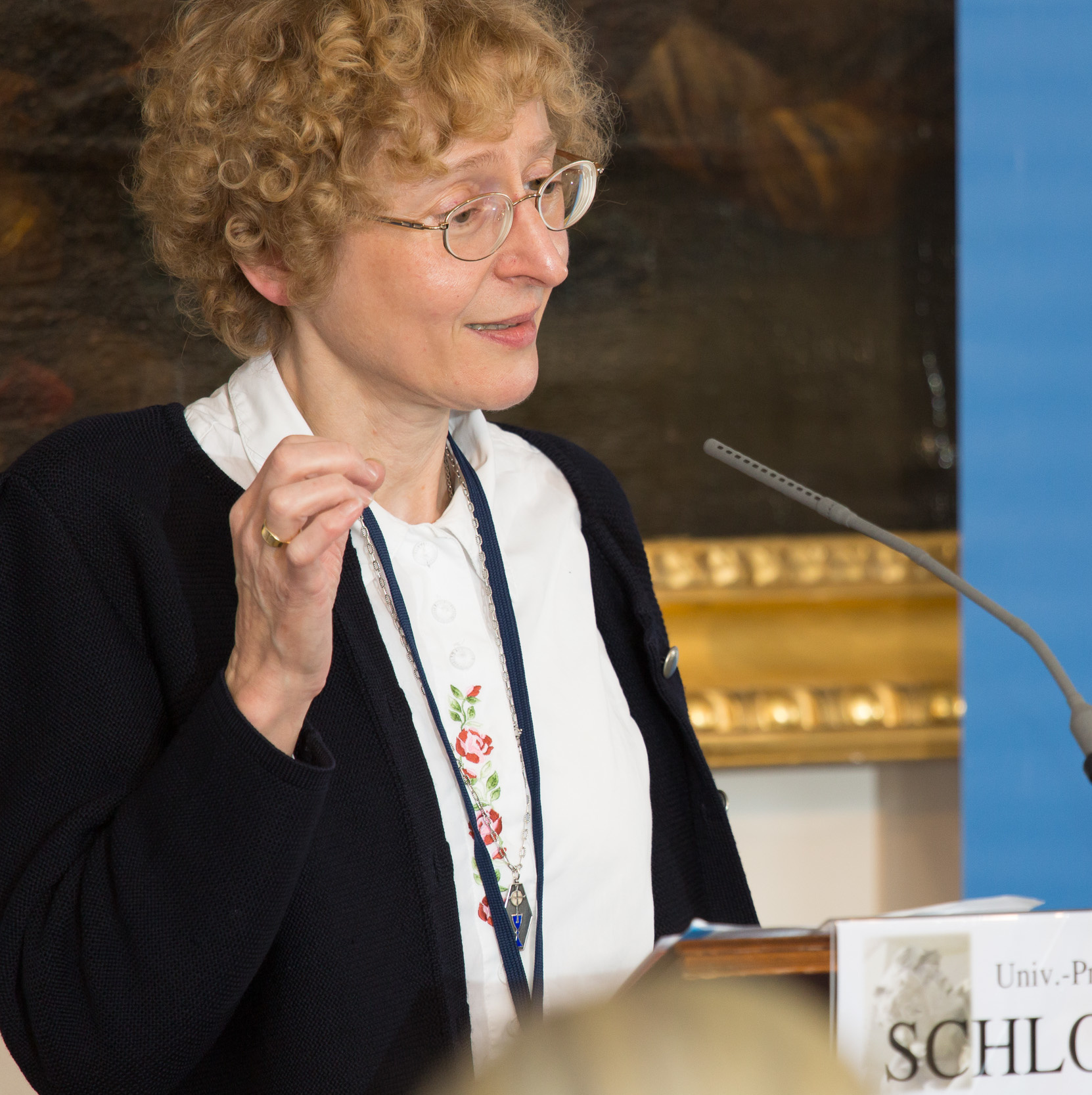
Marianne Schlosser, 2013

Marianne Schlosser (* 3. Dezember 1959 in Donauwörth, Bayern) ist eine deutsche Theologin und Universitätsprofessorin für Theologie der Spiritualität an der Katholisch-Theologischen Fakultät der Universität Wien.

## Leben
Marianne Schlosser studierte lateinische Philologie und katholische Theologie an der Universität München. 1985 legte sie die Prüfung zum Lizenziat in katholischer Theologie ab, 1989 promovierte sie zur Dr. theol. (Thema: „Cognitio et amor. Zum kognitiven und voluntativen Grund der Gotteserfahrung nach Bonaventura“ – ausgezeichnet mit dem Dissertationspreis der Universitätsgesellschaft). 1998 habilitierte sie sich im Fach Dogmengeschichte und Dogmatik mit der Arbeit Lucerna in caliginoso loco. Aspekte des Prophetiebegriffes in der scholastischen Theologie. Von 1985 bis 2004 war sie wissenschaftliche Mitarbeiterin am Martin-Grabmann-Institut in München, zuletzt als Akademische Rätin und Privatdozentin. Im Oktober 2004 wurde Schlosser Universitätsprofessorin für Theologie der Spiritualität an der Katholisch-Theologischen Fakultät der Universität Wien, die aus Anlass ihrer Berufung ein eigenes Institut für Theologie der Spiritualität schuf und damit eine Pioniertat im deutschsprachigen Raum vollbrachte.
Ihre Forschungsschwerpunkte sind Theologie und Spiritualität der Patristik und des Hochmittelalters, besonders der Bettelorden (Bonaventura, Katharina von Siena), Eucharistie und Erschließung klassischer Texte christlicher Spiritualität. Sie ist Mitherausgeberin der franziskanischen Quellenschriften in deutscher Übersetzung.
Papst Franziskus berief sie am 23. September 2014 für fünf Jahre zum Mitglied der Internationalen Theologenkommission. Im August 2016 wurde sie von Papst Franziskus zum Mitglied der Studienkommission zum Diakonat der Frau ernannt.
Schlosser ist ferner seit Herbst 2016 Beraterin der Glaubenskommission der Deutschen Bischofskonferenz und seit Januar 2018 Mitglied der Theologischen Kommission der Österreichischen Bischofskonferenz.
Beim Synodalen Weg war sie Mitglied im Frauenforum, das sie aber bereits zu Beginn 2019 wieder verließ mit der Begründung, es sei zu sehr auf die Frauenordination fixiert. Kurz vor Beginn der 5. und letzten Synodalversammlung legte sie zusammen mit drei weiteren Theologinnen ihr Mandat nieder, wie diese in einem Beitrag in der Tageszeitung Die Welt am 22. Februar 2023 mitteilten; die als konservativ geltende Theologin beklagte, dass sich die Kirche in Deutschland mehr und mehr von der Weltkirche entferne.

## Auszeichnungen
- 1991: Promotionsförderpreis der Münchner Universitätsgesellschaft[7]
- 2018: Joseph-Ratzinger-Preis[8]

## Werke

### Publikationen in Buchform
- Alt, aber nicht veraltet. Die Jungfrauenweihe als Weg der Christusnachfolge. Köln 1992 (Sonderdruck der Ordenskorrespondenz. ISSN 1867-4291).
- Cognitio et amor. Zum kognitiven und voluntativen Grund der Gotteserfahrung nach Bonaventura. Schöningh, Paderborn u. a. 1990, ISBN 3-506-79435-3.
- Bonaventura begegnen. Sankt-Ulrich, Augsburg 2000, ISBN 3-929246-63-5.
- Lucerna in caliginoso loco. Aspekte des Prophetie-Begriffes in der scholastischen Theologie. Schöningh, Paderborn u. a. 2000, ISBN 3-506-79443-4.
- Als Hrsg.: Im Spiegel Christi. Die Schriften der Klara von Assisi. Butzon & Bercker, Kevelaer 2004, ISBN 3-7867-8532-5.
- Gemeinsam mit Josef Weismayer: Eucharistie. Quelle und Höhepunkt des geistlichen Lebens. Patristisches Zentrum Koinonia – Oriens e. V., Köln 2005.
- Katharina von Siena begegnen. Sankt-Ulrich, Augsburg 2006, ISBN 3-936484-65-1.
- Die Gabe der Unterscheidung. Texte aus zwei Jahrtausenden. Echter, Würzburg 2008, ISBN 978-3-429-02986-9.
- Thomas von Aquin, Catena aurea. Kommentare der Kirchenväter zu den Evangelien im Jahreskreis. Hrsg. von Marianne Schlosser, Florian Kolbinger, Andres und Gerhard Schmidt, Gudrun Nassauer, Eos-Verlag, St. Ottilien 2012, ISBN 978-3-8306-7547-1 – Website Catena aurea.
- Erhebung des Herzens – Theologie des Gebetes: Kompendium Theologie der Spiritualität 2. Eos-Verlag, St. Ottilien 2015, ISBN 978-3-8306-7717-8.
- Das Leben hat besiegt den Tod : Gebete und Betrachtungen zur Passions- und Osterzeit. Eos-Verlag, St. Ottilien 2022, ISBN 978-3-8306-8128-1.

### Beiträge in Sammelwerken
- Freiheit, Schicksal, Gnade. Oder: Drei Vaterunser-Bitten. Eine theologische Relecture des „Herrn der Ringe“. In: Der Herr der Ringe. Fantasy – Mythologie – Theologie? Mit Beiträgen von Knut Backhaus, Thomas Gerold, Karl-Heinz Steinmetz, Marianne Schlosser und Florian Kolbinger, (Studienband zum Herrn der Ringe von J. R. R. Tolkien), Aleph-Omega-Verlag, Salzburg 2006, ISBN 3-901636-14-5.
- Zu den Bonaventura-Studien Joseph Ratzingers. In: Joseph Ratzinger: Offenbarungsverständnis und Geschichtstheologie Bonaventuras. Habilitationsschrift und Bonaventura-Studien (Joseph Ratzinger Gesammelte Schriften, Bd. 2), Herder, Freiburg 2009, ISBN 978-3-451-30130-8, S. 29–38.

### Interviews
- Henning Klingen (Interview), Das Versprechen den göttlichen Beistands, in: Canisiuswerk (Hrsg.), miteinander, 85. Jahrgang, Heft 5–6, 2013, S. 4–5.